# White Magnolia Plaza
 Il White Magnolia Plaza, noto anche come Sinar Mas Center, è un grattacielo a nord del Bund, lo storico quartiere sul fiume di Shanghai, adiacente al terminal crociere internazionale.

## Caratteristiche
La costruzione dell'edificio sarebbe dovuta terminare nel 2013 ma i lavori vennero interrotti a causa della crisi economica e l'edificio venne inaugurato solamente nel 2017.
La proposta originale era quella di una torre di 388 metri, ma fu successivamente ridimensionata a 260 metri, quindi il terzo e ultimo progetto fu cambiato in 319,5 metri.